# Bágy
Bágy (románul Bădeni) falu Romániában, Hargita megyében. Közigazgatásilag Homoródszentmártonhoz tartozik.

## Fekvése
Székelyudvarhelytől 18 km-re délkeletre a Bágyi-hegy déli lejtője alatt fekszik.1910-ben 561, 1992-ben 244 magyar lakosa volt. A trianoni békeszerződésig Udvarhely vármegye Homoródi járásához tartozott.
Első írásos említése 1566-ból származik, amikor öt lófőt írnak össze, míg a következő évben a szabad székely porták adózásakor húsz kaput tüntetnek fel.[1]
[1] Dávid László: A középkori Udvarhelyszék művészeti emlékei, Bukarest, 1981, 64.

## A bágyi vár
A Nagy-Homoród mente egyik uralkodó magaslatára, a bágyi Vártető (856 m) lapos, nyugati végződésére épült Székelyföld egyik jellegzetes mentsvára. A néphagyomány szerint a várat egy Bagi nevezetű nagyúr építette, kinek szolgálónépe később megalapította Bágy falut. A domb tetejéről betekinthető az egész környék, látszik a Fogarasi-havasok láncolata, Hargita csúcsai és több  udvarhelyszéki település is.
Az erősség szerkezete alapvetően két részre osztható: belső és külső várra. A magterületét képező belső vár szabálytalan négyszögű, kissé trapezoid alaprajzú, sarkain egy-egy védőtoronnyal. A várba a várhegytől nyugatra húzódó nyereg irányából lehetett feljutni, ide építettek egy négyszög alaprajzú kaputornyot, melyet feltehetőleg fal kötött össze a belső vár délnyugati tornyával. A vártető keleti, lapos oldaláról könnyen sebezhető volt a belső vár, melynek fedezésére előretolt védőművet, egy nagyméretű, ötszögű tornyot építettek (ez valószínűleg egy ágyútorony lehetett). A védőművek helye és formája nagyon jól felismerhető napjainkban is a felszínen.
A várra utaló legelső hiteles történelmi forrás Apafi Mihály 1663. június 5-én Radnóton kiadott oklevele. A fejedelem a várhegy körül található Bágy, Ége, Dálya, Lókod, Patakfalva és Recsenyéd nemes székelyeinek kérésére megengedte, hogy háborúba vonulás alkalmával, hat, általuk kiválasztott hadra képes személyt a vár őrzésére otthon hagyjanak. A rendelkezés arra is utal, hogy már jórészt befejeződött a vár építése, amelyet a korban gyakori török–tatár betörések súlyos megpróbáltatásainak következtében emeltek a falvak. Az adatok ismeretében kézenfekvő a feltételezés, hogy a vár hat tornyát egy-egy falu emelte. A mentsvár létrehozását és fejedelmi jóváhagyását illetően az előkép a közeli Homoródszentmárton templomvára lehetett, amelyet szintén hat település épített a 17. század első felében. Belső szerkezete azonban a székelyderzsi templomot övező szabályos alaprajzú, négysaroktornyos várral rokonítható. A bágyi várat utoljára a 17. század végén használták védelmi célokra. A romos állapotba kerülő erődítést a 19. század elején az Ugronok hordatták el Ábránfalvára, udvarházat építve köveiből.

## Látnivalók

### Református templom és rovásemlék
Bágy kőkerítéssel övezett református temploma a 15–16. század fordulóján épülhetett késő gótikus stílusban, 30 m magas tornya 1804-ben épült (bár már 1792-ben megkezdték a pénzgyűjtést hozzá). Két harangja közül a nagyobbik 1920-ból, a kisebb 1887-ből származik. A templom orgonája 1871-ből való, a szószék koronája 1832-ből, a diófából készült Úr asztala 1936-ból. Értékes kincse egy 16. századi gótikus ezüstkehely.
A templom 2013-as felújításakor a kőművesek egy, a falba másodlagosan beépített, valószínűleg a 13. és 16. század közötti időkből származó követ találtak, melyen egy székely-magyar rovással készült felirat látható. Legvalószínűbb olvasata: „URBN/ORBN BNDÓ/BNDK CSNALTA”, azaz „Urbán/Orbán Bandó/Benedek csinálta”.

## Események
- A Bágyi Vár-fesztivál: minden év pünkösdvasárnapján rendezik, hivatalosak rá a környező falubeliek is. Többek között a várvédelem jelképeként tüzeskerekeket eresztenek le a hegyről a török-tatár betörésekre emlékezve.[4]

## Híres emberek
- Itt született 1806-ban Bágyi Török János tanár, tankönyvíró, akit 1854-ben a Makk-féle összeesküvésben való részvételéért a marosvásárhelyi Postaréten kivégeztek.
- Itt született 1981-ben Bencze Attila író, költő, szerkesztő, aki a Neo-transzilvanista Irodalmi Páholy alapítójaként több vers és prózakötetet is nyomda alá vitt. 2008-ban Mádl Ferenc és Orbán Viktor díjjal tüntette ki.